# Helen Va'aga
Pas d'image ? Cliquez ici

a Compétitions nationales et continentales officielles uniquement.

b Matchs officiels uniquement.
Dernière mise à jour le 22 avril 2025.
Helen Va’aga, née le 11 août 1977, est une joueuse néo-zélandaise de rugby à XV. Elle joue au poste de pilière. Elle représente l'équipe de Nouvelle-Zélande entre 2002 et 2006.

## Biographie
Helen Va’aga fait ses débuts internationaux en 2002.
Elle remporte la Coupe du monde à deux reprises, en 2002 et 2006.

## Palmarès
- 11 sélections en équipe de Nouvelle-Zélande entre 2002 et 2006.
- Championne du monde en 2002, et en 2006.